# Stuart Edwards
Stuart Edwards (Londres, 31 de enero de 1971) es un expiloto de motociclismo británico que estuvo compitiendo en el Campeonato del Mundo de Motociclismo desde 1986 hasta 1990 en su primera etapa y otra segunda en 2001.

## Estadísticas
Sistema de puntuación de 1988 a 1992
| Posición | 1  | 2  | 3  | 4  | 5  | 6  | 7 | 8 | 9 | 10 | 11 | 12 | 13 | 14 | 15 |
| Puntos   | 20 | 17 | 15 | 13 | 11 | 10 | 9 | 8 | 7 | 6  | 5  | 4  | 3  | 2  | 1  |

Sistema de puntuación a partir de 1993.
| Posición | 1  | 2  | 3  | 4  | 5  | 6  | 7 | 8 | 9 | 10 | 11 | 12 | 13 | 14 | 15 |
| Puntos   | 25 | 20 | 16 | 13 | 11 | 10 | 9 | 8 | 7 | 6  | 5  | 4  | 3  | 2  | 1  |

(Carreras en negrita indica pole position, carreras en cursiva indica vuelta rápida)